# Кози рог
Кòзи рог е село в Северна България, община Габрово, област Габрово.

## География
Село Кози рог се намира на около 9 km север-северозападно от центъра на град Габрово, 6 km североизточно от село Враниловци и 15 km югоизточно от Севлиево. Разположено е в западната част на платото Стражата, в малка котловина, отворена на изток. Надморската височина в ниския южен край на селото е около 480 – 500 m, на площада западно от църквата е около 518 m, а по склона на северозапад нараства до около 600 m. Южно покрай селото тече на изток малък приток на река Янтра.
През Кози рог минава третокласният републикански път III-4403. Той води от град Габрово на север през селата Рязковци, Седянковци, Ветрово, Читаковци, Шипчените и Сейковци до Кози рог, а на север от селото се свързва с третокласния републикански път III-4041.
Населението на село Кози рог, наброявало 636 души при преброяването към 1934 г., намалява постепенно до 140 към 1992 г. и към 2019 г. наброява (по текущата демографска статистика за населението) 54 души.

## История
Към село Кози рог са присъединени колибите Ингелиновци, Поповци и Рендевци.

## Население
Преброяване на населението през 2011 г.
Численост и дял на етническите групи според преброяването на населението през 2011 г.:
|                     | Численост | Дял (в %) |
| Общо                | 79        | 100,00    |
| Българи             | 79        | 100,00    |
| Турци               | 0         | 0,00      |
| Цигани              | 0         | 0,00      |
| Други               | 0         | 0,00      |
| Не се самоопределят | 0         | 0,00      |
| Неотговорили        | 0         | 0,00      |

## Обществени институции
Изпълнителната власт в село Кози рог към 2020 г. се упражнява от кметски наместник.
В селото към 2020 г. има:
- действащо читалище „Пробуда – 1928“;[5][6]
- православна църква „Рождество Богородично“.[7]